# 창현초등학교
창현초등학교는 대한민국 경기도 남양주시에 있는 공립 초등학교이다.

## 학교 연혁
- 1998년 5월 6일: 개교

1998에 개교한 창현초등학교는 제7대 교장이 재임 중이다.

## 참고 자료
- 창현초등학교 - 한국교육학술정보원 학교알리미